# Serghei Rogaciov
Serghei Rogaciov (* 20. Mai 1977 in Glodeni, Moldauische SSR, russisch Сергей Иванович Рогачёв, Sergei Iwanowitsch Rogatschjow) ist ein ehemaliger moldauischer Fußballspieler.

## Karriere

### Verein
Serghei Rogaciov begann seine Karriere im Jahr 1994 in seinem Heimatland bei FC Olimpia Bălți. In der Saison 1998 wechselte er zu Sheriff Tiraspol. Von 2000 bis 2005 stand der Stürmer beim Saturn Ramenskoje aus Russland unter Vertrag. Danach ging er für zwei Spielzeiten nach Kasachstan zum FK Aqtöbe. Die Saison 2008 verbrachte er beim russischen Zweitligisten Ural Jekaterinburg. 2009 lief er für den kasachischen Verein Wostok Öskemen auf. 2010 wurde Rogaciov vom russischen Verein FK Dynamo Sankt Petersburg unter Vertrag genommen, wo er seine aktive Laufbahn beendete.

### Nationalmannschaft
Serghei Rogaciov wurde 52-mal in der moldauischen Fußballnationalmannschaft eingesetzt und erzielte dabei neun Tore.

## Erfolge
- Kasachischer Meister: 2007